# Gennem Kamp til Sejr (film fra 1911)
 For alternative betydninger, se Gennem Kamp til Sejr. (Se også artikler, som begynder med Gennem Kamp til Sejr)
Gennem Kamp til Sejr er en film fra 1911 er en dansk stum dramafilm fra 1911 produceret af Nordisk Films Kompagni instrueret af Urban Gad efter manuskript af Harriet Bloch.
Filmen havde dansk premiere den 12. juni 1911 i Kæmpe-Biografen på Frederiksberg. Filmen blev i tysktalende lande distribueret som Es gibt ein Glück og Durch Kampf zum Zieg og i engelsktalende lande som Through Trials to Victory.

## Handling
Den unge kvinde Mona er tjenestepige på præstegården, hvor et hold soldater på øvelse kommer forbi. En af officererne lægger mærke til den kønne kvinde, og beder om hendes fotografi, som hun modvilligt indvilliger i. Han kommer til hendes værelse sent om aftenen, da hun er i nattøj, han får fotografiet, men han griber chancen, og hun lander viljesløst i hans arme. Da soldaterne drager afsted næste dag, skjuler hun sig på sit værelse for at skjule sin skam. Hun rejser herefter til sine forældre i København. Da hun står af sporvognen og går mod forældrenes hjem, bliver hun overfaldet af en bølle, der vil stjæle hendes taske. Hun bliver reddet af en ung premierløjtnant, og de to bliver forlovede. Men dagen før brylluppet kommer premierløjtnanten og forklarer rasende, at han har set Monas fotografi han en officerskollega. Han kaster bryllupsringen i hovedet på den sønderknuste Mona og forlader hende. Mona mister næsten forstanden, og forældrene sender hende tilbage til præstegården. Præsten ser, at Mona går i søvne og indser, hvor galt det er fat, så han drager til byen og overtaler premierløjtnanten til at besøge Mona. Da han ser, hvor slemt det står til, tilgiver han hende, og trykker hende til sit bryst.

## Medvirkende
- Thorkild Roose, Pastor Juul
- Augusta Blad, Fru Juul, pastorens kone
- Edith Buemann Psilander, Mona, Juuls niece
- Poul Reumert, Løjtnant von Platen
- Henry Seemann, Løjtnant Seedorf, Monas forlovede
- Svend Bille
- Otto Lagoni, Monas far
- Ella la Cour, Monas mor